# Andrew Henry
El mayor Andrew Henry (Condado de Fayette, Pensilvania, c. 1775 - 10 de enero de 1832) fue un comerciante de pieles de Estados Unidos que, con William H. Ashley fundó en 1822 la «Compañía de pieles de las Montañas Rocosas» (Rocky Mountain Fur Company). Henry era alto, delgado, con el cabello oscuro, los ojos azules y tenía una reputación de honestidad. 

## Biografía
En la veintena, Henry fue a Nashville, Tennessee, pero se trasladó a Luisiana en 1800 (antes de la Compra de Louisiana, en 1803) a las minas de plomo cerca de la actual Potosí (Misuri), y en 1806 compró una parte de la mina.
En 1809 se unió con Manuel Lisa, Jean Pierre Chouteau y William Clark para fundar la «Compañía de pieles de Misuri» (Missouri Fur Company). Pronto condujo una expedición a Three Forks (la unión de las tres fuentes del río Misuri) en las montañas del actual estado de Montana, donde se construyó Fuerte Henry. En 1811, Henry exploró las áreas desconocidas entre los actuales estados de Montana e Idaho y descubrió el lago que ahora lleva su nombre, lago Henry. Durante esa expedición, él mismo construyó otro puesto al otro lado de las montañas Rocosas, a orillas de una de las fuentes del río Snake (que ahora lleva su nombre, Henrys Fork), cerca de lo que hoy día es St. Anthony (Idaho). 
Después de muchas dificultades, especialmente con los indios pies negros, en enero de 1812 Henry volvió a San Luis (Misuri). Cuando fue declarada la guerra anglo-estadounidense de 1812  Henry se alistó en el ejército, alcanzando el grado de mayor. 
En 1818 Henry se casó con Mary Flemming, hija de uno de los propietarios de la mina de plomo. Mary Flemming era francesa de nacimiento y considerablemente más joven que Henry; el matrimonio fue feliz y tuvo cuatro hijos. Henry volvió a la minería de plomo.
En 1822, junto con William H. Ashley, fundó la «Compañía de pieles de las Montañas Rocosas» (Rocky Mountain Fur Company). Es muy conocido el anuncio que insertaron en el «Missouri Gazette and Public Adviser» de San Luis, buscando un centenar de:

[...] jóvenes emprendedores... para ascender el río Misuri hasta su fuente, donde serán empleados por uno, dos o tres años.
[...] enterprising young men . . . to ascend the river Missouri to its source, there to be employed for one, two, or three years.

Esos emprendedores serían conocidos como los «Cien de Ashley» (Ashley's Hundred) y participaron en esa empresa destacados hombres de frontera y tramperos como Jim Beckwourth, Thomas Fitzpatrick, Hugh Glass, David Jackson, John Fitzgerald, William Sublette, Jim Bridger, y Jedediah Smith.
La nueva empresa intentó enviar tres barcos de quilla remontando el río Misuri. Henry condujo una expedición de 150 hombres, 60 caballos y un keelboat a la desembocadura del río Yellowstone y construyó un puesto comercial que era conocido como Fuerte Henry. El siguiente barco, al mando de Daniel Moore, se hundió, junto con diez mil dólares en provisiones. Ashley equipó una tercera embarcación y fue capaz de alcanzar a Henry, y luego regresar a San Luis. 
En 1824, después de una temporada rentable y muchas aventuras terribles, Andrew Henry se retiró de la compañía de Lisa y regresó una vez más a la mina de plomo. Murió, intestado, el 10 de enero de 1832.